# Frame Relay
Frame Relay (o Frame-mode Bearer Service) era un protocolo de comunicación mediante retransmisión de tramas para redes de circuito virtual, introducida por la ITU-T a partir de la recomendación I.122 de 1988. Consiste en una forma simplificada de tecnología de conmutación de paquetes que transmite una variedad de tamaños de tramas o marcos (“frames”) para datos, perfecto para la transmisión de grandes cantidades de datos. 
La técnica Frame Relay se utiliza para un servicio de transmisión de voz y datos a alta velocidad que permite la interconexión de redes de área local separadas geográficamente a un coste menor.

## Frame Relay
Frame Relay proporciona  conexiones entre usuarios a través de una red pública, del mismo modo que lo haría una red privada punto a punto, esto quiere decir que es orientado a la conexión. 
Las conexiones pueden ser del tipo permanente (PVC, Permanent Virtual Circuit) o conmutadas (SVC, Switched Virtual Circuit). Por ahora solo se utiliza la permanente. De hecho, su gran ventaja es la de reemplazar las líneas privadas por un solo enlace a la red.
El uso de conexiones implica que los nodos de la red son conmutadores, y las tramas deben llegar ordenadas al destinatario, ya que todas siguen el mismo camino a través de la red, puede manejar tanto tráfico de datos como de voz. 
Al contratar un servicio Frame Relay, contratamos un ancho de banda determinado en un tiempo determinado. A este ancho de banda se le conoce como CIR (Committed Information Rate). Esta velocidad, surge de la división de Bc (Committed Burst), entre Tc (el intervalo de tiempo). No obstante, una de las características de Frame Relay es su capacidad para adaptarse a las necesidades de las aplicaciones, pudiendo usar una mayor velocidad de la contratada en momentos puntuales, adaptándose muy bien al tráfico en ráfagas. Aunque la media de tráfico en el intervalo Tc no deberá superar la cantidad estipulada Bc.
Estos bits de Bc serán enviados de forma transparente. No obstante, cabe la posibilidad de transmitir por encima del CIR contratado, mediante los Be (Excess Burst). Estos datos que superan lo contratado, serán enviados en modo best-effort, activándose el bit DE de estas tramas, con lo que serán las primeras en ser descartadas en caso de congestión en algún nodo.
Como se observa en la imagen, las tramas que superen la cantidad de Bc+Be en el intervalo, serán descartadas directamente sin llegar a entrar en la red, sin embargo las que superan la cantidad Bc pero no Bc+Be se marcan como descartables (DE=1) para ser estas las primeras en ser eliminadas en caso de congestión.
Para realizar control de congestión de la red, Frame Relay activa unos bits, que se llaman FECN (forward explicit congestion notification), BECN (backward explicit congestion notification) y DE (Discard Eligibility). Para ello utiliza el protocolo LAPF, un protocolo de nivel de enlace que mejora al protocolo LAPD.
FECN se activa, o lo que es lo mismo, se pone en 1, cuando hay congestión en el mismo sentido que va la trama.
BECN se activa cuando hay congestión en el sentido opuesto a la transmisión.
DE igual a 1 indica que la trama será descartable en cuanto haya congestión. Se utiliza el llamado Algoritmo del Cubo Agujereado, de forma que se simulan 2 cubos con un agujero en el fondo: Por el primero de ellos pasan las tramas con un tráfico inferior a CIR, el que supera este límite pasa al segundo cubo, por el que pasará el tráfico inferior a CIR+EIR (y que tendrán DE=1). El que supera este segundo cubo es descartado.
En cada nodo hay un gestor de tramas, que decide, en caso de congestión, a quien notificar, si es leve avisa a las estaciones que generan más tráfico, si es severa le avisa a todos. Siguiendo el algoritmo anterior, podríamos descartar en el peor de los casos el tráfico que pasa a través del segundo cubo. Este funcionamiento garantiza que se cumplen las características de la gestión de tráfico.
Por otro lado, no lleva a cabo ningún tipo de control de errores o flujo, ya que delega ese tipo de responsabilidades en capas superiores, obteniendo como resultado una notable reducción del tráfico en la red, aumentando significativamente su rendimiento. Esta delegación de responsabilidades también conlleva otra consecuencia, y es la reducción del tamaño de su cabecera, necesitando de menor tiempo de proceso en los nodos de la red y consiguiendo de nuevo una mayor eficiencia. Esta delegación de control de errores en capas superiores se debe a que Frame Relay trabaja bajo redes digitales en las cuales la probabilidad de error es muy baja.

### Aplicaciones y Beneficios
- Reducción de complejidad en la red. Elecciones virtuales múltiples son capaces de compartir la misma línea de acceso.

- Equipo a costo reducido. Se reduce las necesidades de “hardware” y el procesamiento simplificado ofrece un menor coste.

- Mejora del desempeño y del tiempo de respuesta.

- Mayor disponibilidad en la red. Las conexiones a la red pueden redirigirse automáticamente a diversos cursos cuando ocurre un error.

- Se pueden utilizar procedimientos de Calidad de Servicio (QoS) basados en el funcionamiento Frame Relay.

- Tarifa fija. Los precios no son sensibles a la distancia, lo que significa que los clientes no son penalizados por conexiones a largas distancias.

- Mayor flexibilidad. Las conexiones son definidas por los programas. Los cambios hechos a la red son más rápidos y a menor coste si se comparan con otros servicios.

- Ofrece mayores velocidades y rendimiento, a la vez que provee la eficiencia de ancho de banda que viene como resultado de los múltiples circuitos virtuales que comparten un puerto de una sola línea.

- Los servicios de Frame Relay son fiables y de alto rendimiento. Son un método económico de enviar datos, convirtiéndolo en una alternativa a las líneas dedicadas.

- El Frame Relay es ideal para usuarios que necesitan una conexión de mediana o alta velocidad para mantener un tráfico de datos entre localidades múltiples y distantes .

- Opcionales WEB, Libros virtuales: redes...

### Desventajas
- Solo ha sido definido para velocidades de hasta 1,544/2,048 Mbps.
- No soporta aplicaciones sensibles al tiempo, al menos de forma estándar.
- No garantiza la entrega de los datos.

Frame Relay constituye un método de comunicación orientado a paquetes para la conexión de sistemas informáticos. Se utiliza principalmente para la interconexión de redes de área local (LANs, local area networks) y redes de área extensa (WANs, wide area networks) sobre redes públicas o privadas. La mayoría de compañías públicas de telecomunicaciones ofrecen los servicios Frame Relay como una forma de establecer conexiones virtuales de área extensa que ofrezcan unas prestaciones relativamente altas. Frame Relay es una interfaz de usuario dentro de una red de conmutación de paquetes de área extensa, que típicamente ofrece un ancho de banda comprendida en el rango de 56 kbit/s y 1.544 Mbit/s. Frame Relay se originó a partir de las interfaces ISND y se propuso como estándar al Comité consultivo internacional para telegrafía y telefonía (CCITT) en 1984. El comité de normalización T1S1 de los Estados Unidos, acreditado por el Instituto americano de normalización (ANSI), realizó parte del trabajo preliminar sobre Frame Relay.